# Cusiala boarmoides
Cusiala boarmoides är en fjärilsart som beskrevs av Moore 1887. Cusiala boarmoides ingår i släktet Cusiala och familjen mätare. Inga underarter finns listade i Catalogue of Life.